# Serben in der Schweiz
Da es  genaue Zahlen zu ethnischen Serben in der Schweiz generell nicht gibt – auch in den Volkszählungen wird nur nach Staatsangehörigkeit und Muttersprache gefragt, nicht nach ethnischer Zugehörigkeit, ist die genaue Anzahl der ethnischen Serben in der Schweiz nicht zu ermitteln. Ende 2012 lebten ca. 98'700 serbische Staatsangehörige in der Schweiz. 
Die erste große Auswandererwelle kam aufgrund des Bedarfs an Gastarbeitern in den 1960er bis 1980er Jahren,  die zweite folgte mit dem Zerfall Jugoslawiens 1991 und den darauf folgenden Krisen. Von Eindrücken aus dem Leben von Ex-Jugoslawen in der Schweiz, unter anderem auch Serben in der Schweiz, berichtet das Buch "Die Jugo-Schweiz" aus dem Jahr 2008.

## Geschichte
Die erste Migration der Serben in die Schweiz beginnt Mitte des 19. Jahrhunderts. Vor und während des Ersten Weltkriegs studierten einige Serben an der Universität Zürich, darunter auch solche, die später in der Heimat wichtige Ämter bekleidet haben. Zürich galt als wichtiges Bildungszentrum für junge Serben. Von 1863 bis 1914 studierten insgesamt 160 serbische Studenten in Zürich, darunter auch zahlreiche Frauen. Dies war eine Folge der damaligen guten wirtschaftlichen, kulturellen, diplomatischen und politischen Beziehungen zwischen der Schweiz und Serbien.
Die zweite Migrationswelle der Serben erfolgte nach dem Staatsstreich durch Alexander I. Am 6. Januar 1929 suspendierte er die Verfassung von 1921, löste das Parlament auf und proklamierte die Königsdiktatur. In der Zwischenkriegszeit flohen viele Serben, wie auch Kroaten und Slowenen, welche unterdrückt wurden oder sich in einer wirtschaftlich aussichtslosen Situation befanden, in den Westen.  
In der zweiten Hälfte des 20. Jahrhunderts gingen zahlreiche Serben grösstenteils aufgrund schwieriger wirtschaftlicher Lebensverhältnisse als Gastarbeiter nach Westeuropa (vor allem nach Österreich, Deutschland und in die Schweiz), Nordamerika oder Australien. Die Serben waren überproportional stark an der jugoslawischen Gastarbeiter-Migration in der Schweiz beteiligt. Nach Anwerbevereinbarungen schloss die Schweiz 1961 ein entsprechendes Abkommen mit Jugoslawien. Hinzu kamen auch einige Emigranten, die Jugoslawien aus politischen Gründen verliessen. Diese Migration ermöglichte dem damaligen kommunistischen Jugoslawien eine Senkung der Arbeitslosigkeit und schuf gleichzeitig durch die Überweisungen der Emigranten an ihre Familien enorme Deviseneinnahmen. Zunächst war nicht vorgesehen, dass die Arbeiter dauerhaft in der Schweiz bleiben. Inzwischen sind Frauen und Kinder nachgezogen, teilweise leben Serben hier schon in der dritten oder vierten Generation.
Die letzte Auswanderungswelle kam mit dem Zerfall Jugoslawiens (1991–1995), als Serben das Land wegen der neu aufgebrochenen ethnischen Konflikte, dem Bürgerkrieg, aber auch aufgrund der katastrophalen wirtschaftlichen Situation verliessen.

### Verhältnis des ehemaligen Jugoslawien zu den Serben in der Schweiz
Jugoslawien löste durch die Erlaubnis zur Auswanderung auf «humane» Weise gleichzeitig zwei Probleme: Den «Export» überflüssiger Arbeitskräfte, deren Beschäftigung im Selbstverwaltungssozialismus äusserst problematisch gewesen wäre und sicherte sich zugleich eine enorme Deviseneinnahmequelle.
Jugoslawien profitierte von den Zuwendungen an ihre Familienangehörigen, deren Spareinlagen in jugoslawischen Banken und Investitionen (vor allem beim Bau von Wohnhäusern). Etwa vierzig Prozent der gesamten Deviseneinnahmen Jugoslawiens aus Warenausfuhren strömten im Jahr 1975 auf diese Weise ins Land.
Bei der Übersiedlung aus einem nicht-demokratischen politischen System Jugoslawiens in das demokratische System der Schweiz war es den Serben wie auch den anderen Staatsangehörigen des damaligen Vielvölkerstaates Jugoslawien nicht gestattet, politisch aktiv zu sein. Gemäß dem damaligen politischen Regime Jugoslawiens hätte dies als «feindliches Wirken» mit Repressionen und rechtlichen Konsequenzen geahndet werden können.
Jegliche Versuche von Kritik am jugoslawischen Realsozialismus oder politischem Engagement ohne Rücksicht auf die faktischen Zielsetzungen wurden von den jugoslawischen Machthabern als feindliche Aktivitäten bezeichnet und entsprechend geahndet.

## Statistik

### Anzahl und Herkunft
In der Schweiz wurden bis anhin keine Statistiken erhoben, wie viele Personen ethnische Serben sind und woher sie stammen. Auf Basis der Volkszählung im Jahr 2000 gaben 103'350 Personen Serbisch oder Kroatisch als Hauptsprache an.
Ende 2012 lebten ca. 98'700 serbische Staatsangehörige in der Schweiz.
Die Serben konzentrieren sich in der deutschsprachigen Schweiz. Wichtige Zentren der serbischen Diaspora in der Schweiz sind Zürich, Basel, Bern, Luzern und St. Gallen.

### Religion
Unter den Serben ist die Mehrheit Anhänger der Serbisch-Orthodoxen Kirche.

## Wahlrecht in Serbien
An serbischen Wahlen, sei es Präsidentschafts- oder Parlamentswahlen, können die in der Schweiz lebenden Serben teilnehmen. Jedoch muss man sich zuvor bei den offiziellen Vertretungen des Landes als Wähler registrieren, um wählen zu können.

## Bekannte Serben in/aus der Schweiz
- Alen Stevanović (* 1991)
- Dušan Đurić (* 1984)
- Ivan Ergić (* 1981)
- Zdravko Kuzmanović (* 1987)
- Mileva Marić (1875–1948)
- Svetozar Marković (1846–1875)
- Veroljub Salatić (* 1985)